# Panicum arcurameum
Panicum arcurameum är en gräsart som beskrevs av Otto Stapf. Panicum arcurameum ingår i släktet vipphirser, och familjen gräs. Inga underarter finns listade i Catalogue of Life.